# Hospiz

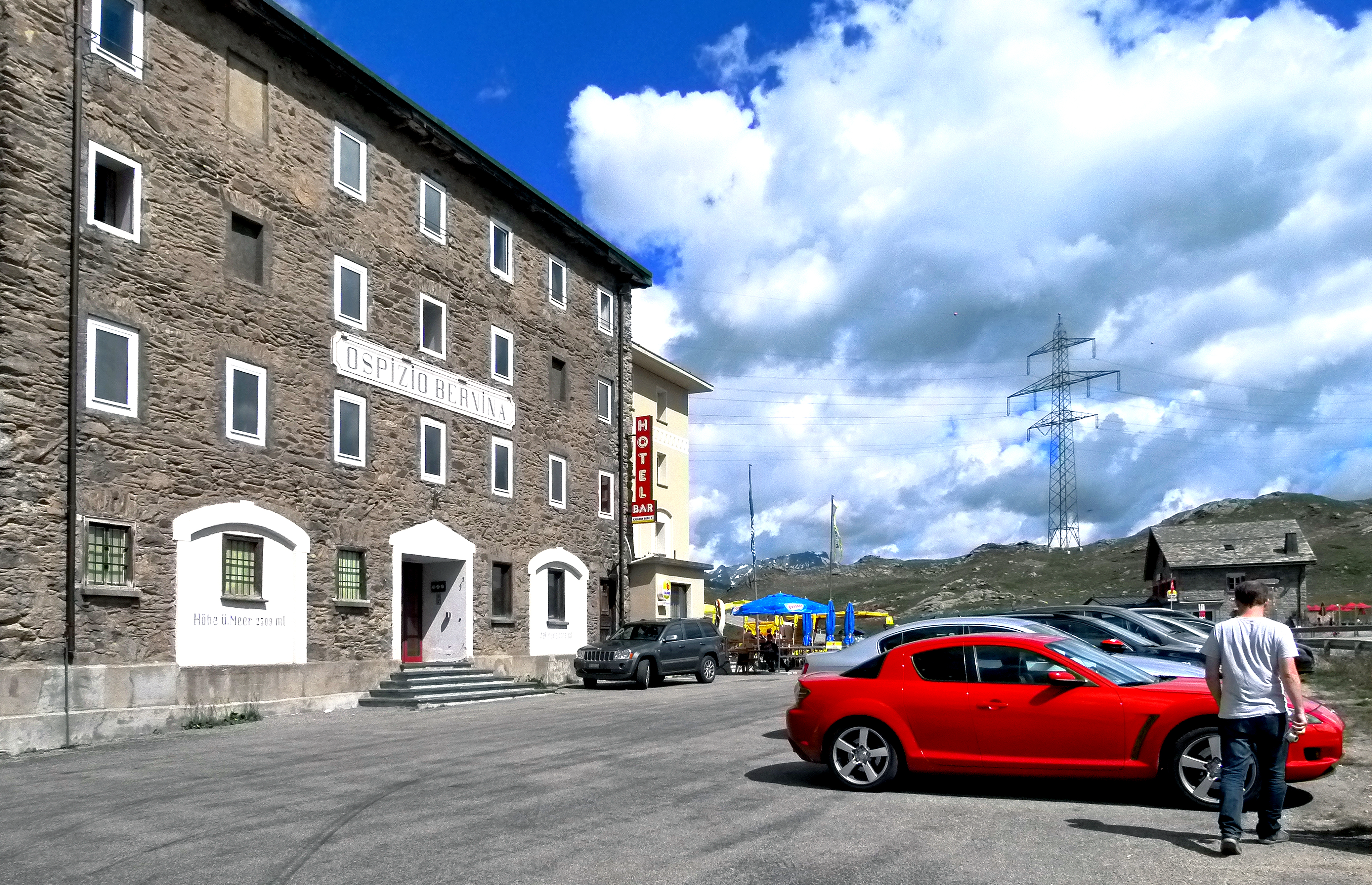
Hospiz a Bernina hágón 2014-ben

A Hospiz nemzetközivé vált kifejezés  tágabb értelmű és az ember(csoport) életével, tevékenységével, balesetével, sérülésével, mentésével elesettségével, összefüggő tevékenységet ellátó a.) építmény, b.) intézményforma és c.) tevékenység megjelölésére szolgál.
A hospiz építmény alapjában véve hegymászók (Bergsteigerek), hegyvidékeken átkelők átmeneti úti szállását, magashegyi menedékhelyét jelentette.
Napjainkban a szó értelmezése bővült és átvitt értelemben megegyezik különféle komfortos szálláshellyel, és alapvető szolgáltatásokat (életmentő-, melegedő-, felcser-, étkeztetés-, járműjavítás-, útfenntartás, főzés-, stb. funkciókkal. napjainkban pedig távközlő (esetleg rádió-, internet-, műholdas) szolgáltatást, nyújtó, létesítménnyel is. Ebben a tekintetben ide sorolható pl. a motel (szálláshely) és a karavánszeráj, is.
További értelemben(éjjeli) menedékhely,   otthontalanok átmeneti szállása, egyszerű, vagy változatos funkciókkal rendelkező nyugdíjasotthonok, elaggottak elfekvő-otthona is.|